# Monuments historiques de la Grande Guerre
Cette page recense les Monuments historiques de la Grande Guerre inscrits au titre des monuments historiques en accompagnement de la proposition d’inscription au Patrimoine mondial de l’Humanité à l’UNESCO, « Sites funéraires et mémoriels de la Première Guerre Mondiale (Front Ouest) ».
Trente-deux monuments de l’art funéraire et commémoratif de la Grande Guerre répartis dans les départements du Nord, du Pas-de-Calais, de l’Oise, de l’Aisne et de la Somme ont été ainsi répertoriés.

## Liste
| Œuvre                                                                                   | Auteur                                                                                       | Département   | Commune                       | Localisation | Notes | Installation | Coordonnées                      | Illustration                                                                            |
| --------------------------------------------------------------------------------------- | -------------------------------------------------------------------------------------------- | ------------- | ----------------------------- | ------------ | ----- | ------------ | -------------------------------- | --------------------------------------------------------------------------------------- |
| - Cimetière militaire allemand de Cambrai - Cambrai East Cemetery à Cambrai             | - Wilhelm Kreis - Charles Holden et Wilfred Clement Von Berg                                 | Nord          | Cambrai                       |              |       |              | 50° 10′ 44″ nord, 3° 15′ 39″ est | - Cimetière militaire allemand de Cambrai- Cambrai East Cemetery à Cambrai              |
| Louverval Military Cemetery et Cambrai Memorial                                         | H. Chalton Bradshaw (en) et Charles Sargeant Jagger (en)                                     | Nord          | Doignies                      |              |       |              | 50° 00′ 49″ nord, 3° 00′ 55″ est | Louverval Military Cemetery et Cambrai Memorial                                         |
| Fromelles Australian Mémorial Park                                                      | Herbert Baker et William Harrison Cowlishaw                                                  | Nord          | Fromelles                     |              |       |              | 50° 37′ 05″ nord, 2° 50′ 09″ est | Fromelles Australian Mémorial Park                                                      |
| Nécropole nationale de Notre-Dame-de-Lorette                                            | Louis Marie Cordonnier                                                                       | Pas-de-Calais | Ablain-Saint-Nazaire          |              | Vœu   |              | 50° 24′ 04″ nord, 2° 43′ 09″ est | Nécropole nationale de Notre-Dame-de-Lorette                                            |
| Monument au Général Maistre et au 21e Corps d’Armée                                     | Max Blondat                                                                                  | Pas-de-Calais | Ablain-Saint-Nazaire          |              |       |              | 50° 23′ 59″ nord, 2° 43′ 20″ est | Monument au Général Maistre et au 21e Corps d’Armée                                     |
| Faubourg d'Amiens British Cemetery, The Arras Mémorial And The Flying Services Mémorial | Edwin Lutyens et William Reid Dick (en)                                                      | Pas-de-Calais | Arras                         |              | Vœu   |              | 50° 17′ 13″ nord, 2° 45′ 38″ est | Faubourg d'Amiens British Cemetery, The Arras Mémorial And The Flying Services Mémorial |
| Cimetière militaire                                                                     | Edwin Lutyens                                                                                | Pas-de-Calais | Étaples                       |              | Vœu   |              | 50° 31′ 55″ nord, 1° 37′ 24″ est | Cimetière militaire                                                                     |
| Le Trou Aid Post Cemetery                                                               | Herbert Baker et John Reginald Truelove                                                      | Pas-de-Calais | Fleurbaix                     |              |       |              | 50° 37′ 26″ nord, 2° 49′ 35″ est | Le Trou Aid Post Cemetery                                                               |
| Mémorial national canadien de Vimy                                                      | Walter Allward                                                                               | Pas-de-Calais | Givenchy-en-Gohelle, Vimy     |              | Vœu   |              | 50° 22′ 34″ nord, 2° 46′ 25″ est | Image manquante                                                                         |
| Dud Corner Cemetery et le Loos Memorial (en)                                            | John Reginald Truelove, Herbert Baker, Charles Wheeler (sculptor) (en)                       | Pas-de-Calais | Loos-en-Gohelle               |              | Vœu   |              | 50° 27′ 36″ nord, 2° 46′ 16″ est | Dud Corner Cemetery et le Loos Memorial (en)                                            |
| cimetière allemand de Maison-Blanche                                                    | Bob Tischler (en)                                                                            | Pas-de-Calais | Neuville-Saint-Vaast          |              |       |              | 50° 20′ 20″ nord, 2° 45′ 15″ est | cimetière allemand de Maison-Blanche                                                    |
| monument de la Compagnie Nazdar, le cimetière et le mémorial tchécoslovaques            | Jaroslav Hruška, Marta Šůmová, Henri Bourdarie et Bernard Héger                              | Pas-de-Calais | Neuville-Saint-Vaast          |              |       |              | 50° 21′ 46″ nord, 2° 44′ 41″ est | monument de la Compagnie Nazdar, le cimetière et le mémorial tchécoslovaques            |
| monument à la mémoire des Volontaires polonais à Neuville-Saint-Vaast,                  | Maxime Real del Sarte                                                                        | Pas-de-Calais | Neuville-Saint-Vaast          |              |       |              | 50° 21′ 46″ nord, 2° 44′ 41″ est | monument à la mémoire des Volontaires polonais à Neuville-Saint-Vaast,                  |
| Neuve-Chapelle Memorial (mémorial indien) à Richebourg,                                 | Herbert Baker, Arthur James Scott Hutton, Charles Wheeler (sculptor) (en) et Joseph Armitage | Pas-de-Calais | Richebourg                    |              | Vœu   |              | 50° 34′ 30″ nord, 2° 46′ 29″ est | Image manquante                                                                         |
| Cimetière militaire portugais de Richebourg                                             | Tertuliano Lacerda Marques et Tomas Julio Leal de Câmara                                     | Pas-de-Calais | Richebourg                    |              |       |              | 50° 34′ 26″ nord, 2° 46′ 35″ est | Image manquante                                                                         |
| Lichfield Crater                                                                        | William Harrison Cowlishaw                                                                   | Pas-de-Calais | Thélus                        |              | Vœu   |              | 50° 21′ 35″ nord, 2° 46′ 36″ est | Lichfield Crater                                                                        |
| Nécropole nationale française et cimetière militaire allemand de Thiescourt             | Robert Tischler (de)                                                                         | Oise          | Thiescourt                    |              |       |              | à géolocaliser                   | Image manquante                                                                         |
| cimetière franco-allemand de Le Sourd                                                   | J. Limburg                                                                                   | Aisne         | Lemé                          |              |       |              | 49° 51′ 50″ nord, 3° 44′ 57″ est | Image manquante                                                                         |
| Mémorial américain du Bois Belleau et le Cimetière américain du bois Belleau            | Cram&Ferguson et Alfred-Alphonse Bottiau                                                     | Aisne         | Belleau                       |              |       |              | 49° 04′ 46″ nord, 3° 17′ 29″ est | Image manquante                                                                         |
| Monument américain de Château-Thierry                                                   | Alfred-Alphonse Bottiau                                                                      | Aisne         | Château-Thierry               |              | Vœu   |              | 49° 02′ 31″ nord, 3° 22′ 18″ est | Image manquante                                                                         |
| Chapelle du Souvenir et lanterne des morts de Cerny-en-Laonnois                         | R. Longepied                                                                                 | Aisne         | Cerny-en-Laonnois             |              |       |              | à géolocaliser                   | Image manquante                                                                         |
| Mémorial national australien                                                            | Edwin Lutyens, Reginald Blomfield et Gertrude Jekyll                                         | Somme         | Fouilloy, Villers-Bretonneux  |              | Vœu   |              | 49° 53′ 13″ nord, 2° 30′ 45″ est | Image manquante                                                                         |
| chapelle du Souvenir français à Bouchavesnes-Bergen                                     |                                                                                              | Somme         | Bouchavesnes-Bergen           |              |       |              | 49° 59′ 54″ nord, 2° 54′ 38″ est | Image manquante                                                                         |
| Oratoire du cimetière allemand                                                          | Geiger                                                                                       | Somme         | Rancourt                      |              |       |              | à géolocaliser                   | Image manquante                                                                         |
| cimetière chinois de Nolette                                                            |                                                                                              | Somme         | Noyelles-sur-Mer              |              |       |              | à géolocaliser                   | Image manquante                                                                         |
| Cimetière britannique                                                                   |                                                                                              | Somme         | Louvencourt                   |              |       |              | à géolocaliser                   | Image manquante                                                                         |
| Memorial to the Missing », monument britannique de Thiepval-Authuille                   | Edwin Lutyens                                                                                | Somme         | Thiepval, Authuille           |              | Vœu   |              | 50° 02′ 50″ nord, 2° 41′ 08″ est | Memorial to the Missing », monument britannique de Thiepval-Authuille                   |
| Tour d’Ulster à Thiepval                                                                | Bowden et Abbot                                                                              | Somme         | Thiepval                      |              |       |              | 50° 03′ 42″ nord, 2° 40′ 49″ est | Image manquante                                                                         |
| Mill Road Cemetery à Thiepval                                                           |                                                                                              | Somme         | Thiepval                      |              |       |              | 50° 03′ 29″ nord, 2° 41′ 00″ est | Mill Road Cemetery à Thiepval                                                           |
| Mémorial national sud-africain de Longueval                                             | Herbert Backer, Alfred Turner                                                                | Somme         | Longueval                     |              | Vœu   |              | 50° 01′ 23″ nord, 2° 48′ 15″ est | Mémorial national sud-africain de Longueval                                             |
| Mémorial de Pozières                                                                    | Cowlishaw                                                                                    | Somme         | Ovillers-la-Boisselle         |              | Vœu   |              | 50° 01′ 51″ nord, 2° 42′ 55″ est | Mémorial de Pozières                                                                    |
| Parc mémorial Terre-neuvien                                                             | Rudolph Cochius                                                                              | Somme         | Beaumont-Hamel, Auchonvillers |              | Vœu   |              | 50° 04′ 15″ nord, 2° 38′ 48″ est | Parc mémorial Terre-neuvien                                                             |